# Football aux Îles Marshall
Le football est un des sports pratiqués aux Îles Marshall.
Ce sport est organisé depuis 1972 par une fédération nationale, la fédération des Îles Marshall de football (Marshall Islands Soccer Association ou MISA). Cette fédération n'est pas affiliée au Comité national olympique des îles Marshall. Cette fédération n'est pas non plus reconnue par la FIFA et l'OFC. Les îles Marshall ne participent donc pas aux compétitions internationales de football.
Il n'existait pas d'équipe nationale dument organisée avant 2020. L'équipe nationale joue sont premier match international en août 2025 lors tournoi Outrigger Challenge Cup.
Les matchs de football ont lieu au Sports stadium situé à Delap-Uliga-Darrit la capitale de l’État. D'autres matches se déroulent sur un terrain à Kwajalein qui est utilisé par les soldats de l'armée américaine.